# GHOST CONCERT
『GHOST CONCERT』（ゴーストコンサート）は、音楽プロデューサー上松範康によるインディーズプロジェクト。

## 企画経緯・コンセプト
これまで『うたの☆プリンスさまっ♪』や『戦姫絶唱シンフォギア』といったコンテンツの原作をつくってきた上松範康が、自身の音楽活動20周年を迎えるにあたって「初心に立ち返りたい」という想いからインディーズでの新しいコンテンツを立ち上げた。
2017年冬、同時期に発表された別コンテンツに対して、音楽家でない偉人とも音楽でコラボしたいと考えたことから『GHOST CONCERT』が始動した。その思いつきの具体化にあたっては、株式会社アリア・エンターテインメント内に設立したコンテンツ制作チーム「UNISON」と連携がなされ、『GHOST CONCERT』の大枠と登場キャラクターたちが創造されたという。
『GHOST CONCERT』の略称は「ゴーコン」であり、「業」を背負った「魂」（＝業魂）の意味も込められている。

## あらすじ
生きていた時の悩みや後悔。そんな「業」が深かった者たちの魂がさまよう空間。何時とも何処とも知れない場所で、目覚めるはずのない者たちが目覚めはじめる。誰かが長い眠りから呼び起こしたようである。
ジャンヌ・ダルクは明智光秀と、マリー・アントワネットはビリー・ザ・キッドとそれぞれ出会う。目が覚めた偉人たちは互いにやり取りをする中で自分たちが既に死んで、ゴーストになっていることに気づく。それから彼らは他にもいる浮遊霊から「現世に戻った者がいるらしいこと、どうやら誰かに呼ばれているらしいこと、そしてそれには歌が関係しているらしい」ということを聞き出す。
声を聴いて戦ったものの、敵に捕まり異端審問で火あぶりに処されたジャンヌ。力ある者が勝つ時代、御館様を本能寺で殺すも、力無く討たれた光秀、王・国・民のため心を痛めたのに、悪者として処刑されたマリー、親友のパット・ギャレットとともに悪人から盗む正義の泥棒をしていたが、のちに保安官として本物の正義となった親友に銃殺されたビリー。彼らはみな、「業」ある魂であった。
一方、ドラキュラと ロスヴァイセも邂逅を果たしていた。架空の人物である怪人たちもまた、何者かにまるで亡霊（ゴースト）かのように呼ばれ、現実世界へ具現化されようとしているらしいことを知る。彼らは人間の幻想が形をなした存在であり、時代を経て語り継がれるうちに解釈も自在に変化するような、人間の印象に束縛された存在である。しかしそんな彼らにも不変の「業」があった。父を止められず、姉ブリュンヒルデを救えなかった後悔を抱くロスヴァイセ。血に対する渇望が抑えられないドラキュラ。
ゴーストとなった偉人・怪人たちは、誰かに呼ばれ現世・現実世界へ向かって飛び立っていく。それぞれに業を背負った魂たち、すなわち業魂。その業魂が歌い戦うステージ、ゴーストコンサートがこうして開幕するーー。

## 登場人物

### 偉人
明智光秀
声 - 蒼井翔太
誕生日 3月10日 / 身長 171cm / 出身 日本
マリー・アントワネット
声 - 櫻川めぐ
誕生日 11月2日 / 身長 154cm / 出身 フランス
ジャンヌ・ダルク
声 - 田所あずさ
誕生日 1月6日 / 身長 165cm / 出身 フランス
ビリー・ザ・キッド
声 - 天﨑滉平
誕生日 11月23日 / 身長 161cm / 出身 アメリカ
クレオパトラ7世フィロパトル
声 - 日高里菜
誕生日 1月22日 / 身長 160cm / 出身 エジプト
織田信長
声 - 浅沼晋太郎
誕生日 6月23日 / 身長 178cm / 出身 日本
レオナルド・ダ・ヴィンチ
声 - 白井悠介
誕生日 4月15日 / 身長 175cm / 出身 イタリア

### 怪人
ドラキュラ
声 - 中島ヨシキ
誕生日 5月26日 / 身長 193cm
ロスヴァイセ
声 - 巽悠衣子
誕生日 4月13日 / 身長 149cm
アーサー・ペンドラゴン
声 - 梅原裕一郎
誕生日 5月1日 / 身長 180cm
シャーロック・ホームズ
声 - 荒牧慶彦
誕生日 1月6日 / 身長 176cm
ハートの女王
声 - Faylan
誕生日 12月12日 / 身長 155cm

## ディスコグラフィ

### GHOST SONG
作曲・編曲はすべてElements Garden所属メンバーによるものである。
作詞には畑亜貴、奥井雅美、RUCCAらも参加している。
|     | 発売日         | タイトル                     | アーティスト | 規格品番  |
| --- | -------------- | ---------------------------- | --- | --------- |
| 00. | 2017年12月29日 | GHOST CONCERT                | 明智光秀(CV.蒼井翔太)                                                                                               | AECL-1011 |
| 01. | 2018年08月10日 | 音ノ葉                       | 明智光秀(CV.蒼井翔太)                                                                                               | AECL-1012 |
| 02. | 2018年08月10日 | 花は夢見るだけじゃない       | マリー・アントワネット(CV.櫻川めぐ)                                                                                 | AECL-1013 |
| 03. | 2018年12月29日 | 聖戦のレクイエム             | ジャンヌ・ダルク(CV.田所あずさ)                                                                                     | AECL-1014 |
| 04. | 2018年12月29日 | Love never dies              | ドラキュラ(CV.中島ヨシキ)                                                                                           | AECL-1015 |
| 05. | 2018年12月29日 | Gunshot FEVER                | ビリー・ザ・キッド(CV.天﨑滉平)                                                                                     | AECL-1016 |
| 06. | 2018年12月29日 | マギワノ輪ノ中               | ロスヴァイセ(CV.巽悠衣子)                                                                                           | AECL-1017 |
| 07. | 2019年09月04日 | Vivid Violent Storm          | アーサー・ペンドラゴン(CV.梅原裕一郎)                                                                               | AECL-1018 |
| 08. | 2019年09月04日 | Desert Moon Desire           | クレオパトラ7世フィロパトル(CV.日高里菜)                                                                            | AECL-1019 |
| 09. | 2019年09月04日 | Will Kill                    | 織田信長(CV.浅沼晋太郎)                                                                                             | AECL-1020 |
| 10. | 2020年01月15日 | Truth To One Belief          | シャーロック・ホームズ(CV.荒牧慶彦)                                                                                 | AECL-1021 |
| 11. | 2020年01月15日 | 絶頂★レゾンデートル          | レオナルド・ダ・ヴィンチ(CV.白井悠介)                                                                               | AECL-1022 |
| 12. | 2020年01月15日 | 赤と黒と微笑みの完全なる支配 | ハートの女王(CV.Faylan)                                                                                             | AECL-1023 |
| xx. | 2020年04月22日 | SHOW TIME                    | 明智光秀(CV.蒼井翔太) マリー・アントワネット(CV.櫻川めぐ) ビリー・ザ・キッド(CV.天﨑滉平) ドラキュラ(CV.中島ヨシキ) | AECL-1024 |